# Траншейная стопа
Траншейная стопа (окопная стопа) — сезонное заболевание, разновидность отморожения, суть которого заключается в поражении ступней ног из-за продолжительного воздействия на них холода и сырости при вынужденной малоподвижности.

## Этиология заболевания
Особенно часто траншейная стопа наблюдается в дождливые сезоны года (ранняя весна или глубокая осень) при температуре выше 0° у военнослужащих, которые длительное время не имеют возможности просушить портянки и обувь в течение своего пребывания в сырых траншеях и окопах. Нередко подобный вид холодовой травмы встречается в морских условиях, где его называют иммерсионной (погружной) стопой. Он проявляет себя, например, при авариях, кораблекрушениях, спасении тонущих и в других ситуациях, когда человеку приходится длительное время оставаться в холодной воде. В диапазоне очень низких температур, когда возникают условия, способствующие развитию обычных отморожений, возникновение траншейной стопы практически исключено.
Отмечается, что развитие заболевания может произойти даже несмотря на периодические отогревания конечностей.

## Суть явления и симптоматика
Определяющим фактором возникновения данной формы отморожения считают высокую влажность, так как известно о многочисленных случаях траншейной стопы в температурном диапазоне +5…+10 °C. Увеличение влажности снижает теплоизоляционные свойства одежды и обуви, очень высокая влажность может вызвать мумификацию пальцев стоп уже в температурном диапазоне +2…+5 °C.
Выделяют три формы: лёгкую, среднюю и тяжёлую.
Лёгкая форма является наиболее распространённой (80—90 % случаев); она характеризуется потерей тактильной и болевой чувствительности (онемением) ступней, спонтанными нарастающими болями, которые мешают самостоятельной ходьбе и лишают больного нормального сна. При этом особенно страдают передняя часть стопы и большие пальцы ног, что заставляет больного при ходьбе опираться на пятки. Возникает ощущение жжения ступней и ползания по ним мурашек.
Средняя форма характеризуется возникновением на местах отёка пальцев ног, тыла стопы и пальце-подошвенной складки пузырей, которые заполнены желеобразной субстанцией лимонного или кровянистого цвета.
Тяжёлая форма характеризуется глубокими трофическими расстройствами тканей вплоть до омертвения с развитием гнилостных или анаэробных инфекций.

## Профилактика и лечение
Для предотвращения распространения заболевания принимаются меры по осушению окопов, возведению утеплённых убежищ для отдыха, своевременной замене и просушке промокших портянок и обуви. По опыту военного медицинского персонала пребывание личного состава в промёрзших и засыпанных снегом окопах не так сильно способствует развитию отморожений, как нахождение солдат в окопах, залитых водой и жидкой грязью.
Лечение, как правило, стационарное, с применением новокаиновых блокад и антикоагулянтов. Больные с траншейной стопой должны быть госпитализированы, им назначается физиотерапевтическое лечение: ультрафиолетовое облучение и ультравысокочастотная терапия. В зависимости от показаний может потребоваться и хирургическое вмешательство.

## История
Траншейная стопа была впервые описана по опыту сражений Первой мировой войны 1914—1918 годов, при этом сохранились сведения, что только во французской армии её испытали на себе более 3 % солдат. В годы Второй мировой войны в ходе боевых действий в Южной Атлантике от траншейной стопы пострадали до 30 % военнослужащих британских парашютных и гвардейских полков. В Красной Армии во время Великой Отечественной войны траншейная стопа практически полностью отсутствовала благодаря мероприятиям по своевременной профилактике этого заболевания (осушение окопов, создание условий для высушивания одежды и тому подобного).